# Eratigena

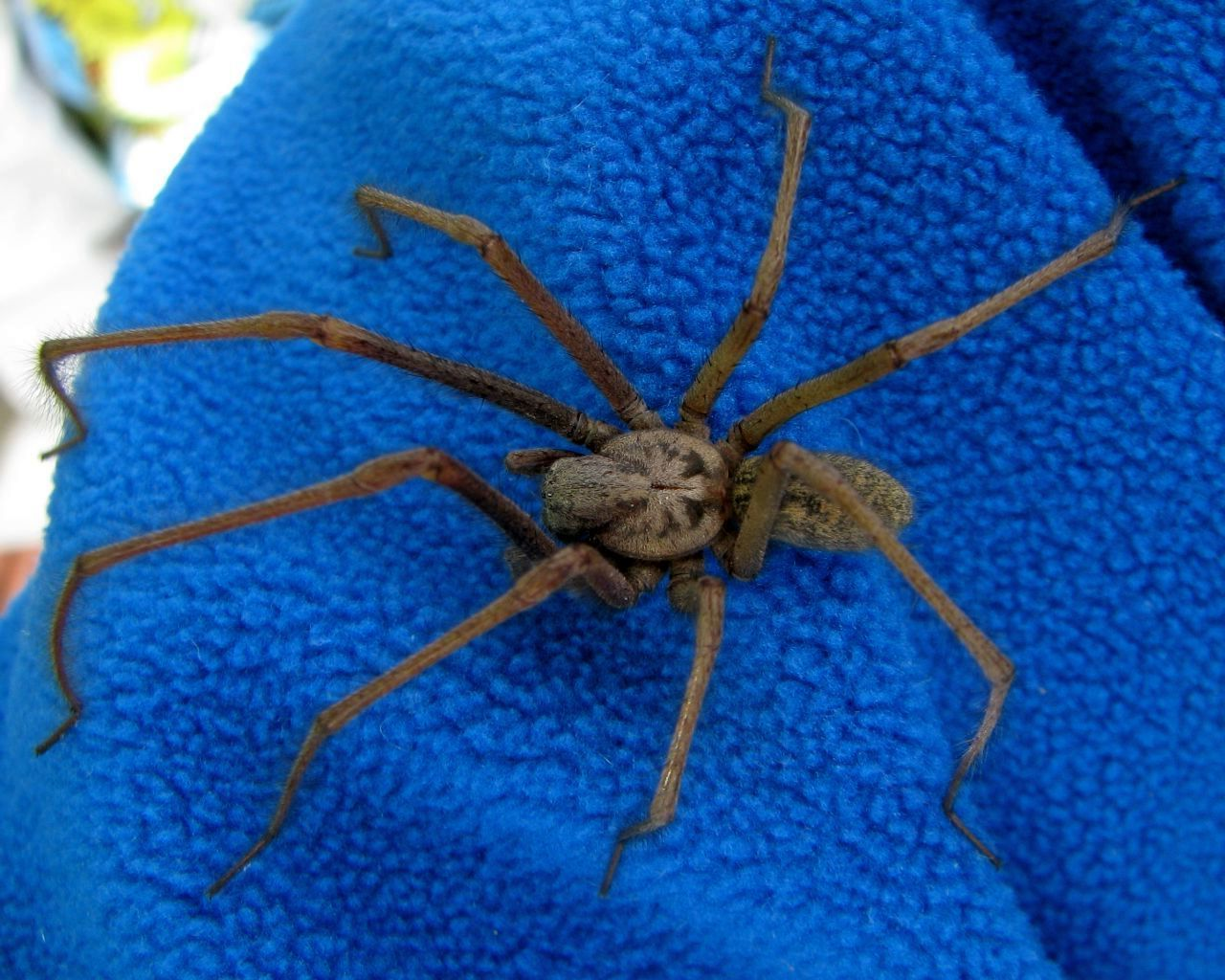
Kątnik większy

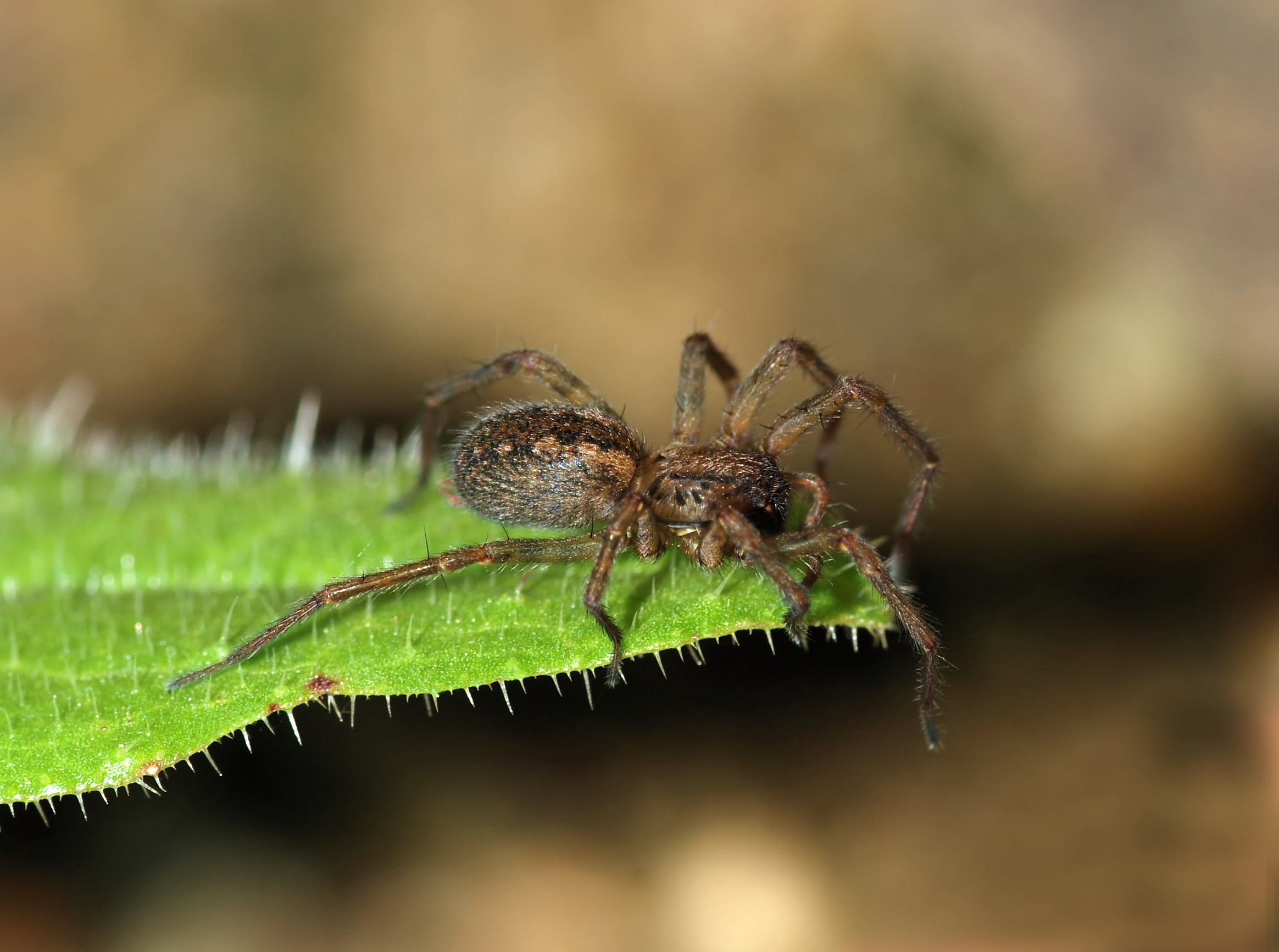
Eratigena feminea

Eratigena – rodzaj pająków z rodziny lejkowcowatych. Holarktyczny. Obejmuje 35 opisanych gatunków. Niektóre z nich są synantropijne.

## Opis
Pająki te osiągają od 2 do 7 mm ciała. Maksymalne wymiary dochodzić mogą do 18 mm długości ciała i około 100 mm rozpiętości odnóży (u kątnika większego). Mają pierzaste włoski na odnóżach, karapaksie i opistosomie. Karapaks mają o wąsko przyciemnionej krawędzi na całej długości oraz z dwoma ciemnymi, podłużnymi przepaskami grzbietowymi o piłkowanych brzegach, czasem zredukowanymi 3–4 trójkątnych znaków. U gatunków jaskiniowych brak pigmentacji. Ośmioro oczu tworzy na karapaksie dwa rzędy, które są proste lub nieco tylko zakrzywione. Na przedniej krawędzi szczękoczułków znajdują się 3, a na tylnej co najmniej 6 ząbków. Długość wargi dolnej równa jest jej szerokości, natomiast sternum jest nieco dłuższe niż szersze. Wzór na sternum tworzy jasny środek i niekiedy 3–4 pary bocznych plamek. Odnóża kroczne mają proste lub lekko zakrzywione krętarze, rzepki z kolcami tylko grzbietowymi oraz pozbawione są kolców brzusznych na stopach. Trzecia para nóg jest zawsze najkrótsza.
Na opistosomie obecny jest prostokątny lub trapezowaty stożeczek, o krawędzi dystalnej prostej lub w-kształtnej. Kądziołki przędne przednio-bocznej pary mają dwa większe, ampułkowate czopki pośrodku i kilka gruszkowatych czopków w części szczytowej. Nie dłuższe od niech kądziołki pary tylno-środkowej mają tylko jeden większy czopek. Najdłuższe są kądziołki pary tylno-bocznej, zwykle mające 2 walcowate czopki: pośrodku i u nasady.
Nogogłaszczki samca cechują m.in.: często obecne krótkie kolce na grzbiecie goleni, umiarkowanie wydłużona apofyza medialna ze sklerytem w części odsiebnej, masywny konduktor z poprzeczną listewką i dziobiasto wydłużoną lub bardziej skomplikowaną końcówką oraz niktowaty embolus. Apophysis tibialis retrolateralis zwykle ma dwa odgałęzienia, ale może być wtórnie jednogałęzista, a nawet całkiem zanikła.
Samice mają płytkę płciową bez wyodrębnionej części środkowej, a ich wulwy albo mają zbiornik nasienny nieregularnie zesklerotyzowany i otoczony zwiniętymi przewodami albo mają wyraźne odnogi na przewodzie kopulacyjnym.

## Występowanie i biologia
Rodzaj holarktyczny. W Europie najliczniej reprezentowany we Włoszech, Francji i na Półwyspie Iberyjskim. W Europie Środkowej, w tym w Polsce, występują tylko 2 gatunki: E. agrestis i E. atrica. W Nearktyce reprezentowany jest przez 18 gatunków.
Należące tu gatunki są aktywne nocą i zasiedlają ciemne miejsca. Spotyka się je pod kamieniami, w dziuplach, szczelinach drzew, pod korzeniami i wśród gęstej roślinności. Gatunki synantropijne zamieszkują piwnice, strychy, łazienki i kąty mieszkań. Sieci łowne są płachtowate z lejkiem mieszkalnym, w którym pająk czatuje na ofiarę.
Jad tych pająków nie jest groźny dla człowieka. Usposobienie kątnika większego określane jest jako „potulne”. Istniały doniesienia ze Stanów Zjednoczonych jakoby ukąszenia E. agrestis wywoływały martwicę, jednak badania laboratoryjne wykazały, że jad tego gatunku nie niszczy erytrocytów kręgowców, a sam pająk nie przenosi MRSA przez ukąszenia.

## Taksonomia
Rodzaj ten został wprowadzony w 2013 roku przez Bolzerna, Burckhardta i Hänggiego, a jego nazwa jest anagramem nazwy rodzajowej Tegenaria. Wyróżnienia dokonano na podstawie analizy morfologiczno-molekularnej europejskich gatunków kompleksu rodzajów Tegenaria-Malthonica. Kolejne, nearktyczne gatunki zaliczono tu w ramach rewizji z 2016 roku.
Według stanu na 2017 do rodzaju Eratigena należy 35 opisanych gatunków:
- Eratigena agrestis (Walckenaer, 1802) – kątnik wiejski
- Eratigena arganoi (Brignoli, 1971)
- Eratigena atrica (C. L. Koch, 1843) – kątnik większy
- Eratigena balearica (Brignoli, 1978)
- Eratigena barrientosi (Bolzern, Crespo et Cardoso, 2009)
- Eratigena blanda (Gertsch, 1971)
- Eratigena bucculenta (L. Koch, 1868)
- Eratigena caverna (Gertsch, 1971)
- Eratigena decora (Gertsch, 1971)
- Eratigena edmundoi Bolzern et Hänggi, 2016
- Eratigena feminea (Simon, 1870)
- Eratigena fernandoi Bolzern et Hänggi, 2016
- Eratigena flexuosa (F. O. Pickard-Cambridge, 1902)
- Eratigena florea (Brignoli, 1974)
- Eratigena fuesslini (Pavesi, 1873)
- Eratigena gertschi (Roth, 1968)
- Eratigena guanato Bolzern et Hänggi, 2016
- Eratigena herculea (Fage, 1931)
- Eratigena hispanica (Fage, 1931)
- Eratigena incognita (Bolzern, Crespo et Cardoso, 2009)
- Eratigena inermis (Simon, 1870)
- Eratigena laksao Bolzern et Jäger, 2015
- Eratigena mexicana (Roth, 1968)
- Eratigena montigena (Simon, 1937)
- Eratigena picta (Simon, 1870)
- Eratigena queretaro Bolzern et Hänggi, 2016
- Eratigena rothi (Gertsch, 1971)
- Eratigena sardoa (Brignoli, 1977)
- Eratigena selva (Roth, 1968)
- Eratigena sicana (Brignoli, 1976)
- Eratigena tlaxcala (Roth, 1968)
- Eratigena vidua (Cárdenas et Barrientos, 2011)
- Eratigena vomeroi (Brignoli, 1977)
- Eratigena xilitla Bolzern et Hänggi, 2016
- Eratigena yarini Bolzern et Hänggi, 2016